# Jan van Bochove
Jan van Bochove (Nieuw-Beijerland (Z.H.), 26 maart 1897 - Zeist, 23 september 1953) is een voormalig Nederlands politicus voor de Staatkundig Gereformeerde Partij (SGP).
Van Bochove was een in de Hoeksche Waard geboren SGP-Tweede Kamerlid in het Nood-parlement. Hij was onderwijzer en later schoolhoofd in Zeeland en Zeist. Hij werd in november 1945 benoemd in de vacature die was ontstaan doordat dominee Kersten niet meer als lid werd toegelaten. Voor en na de oorlog was hij Statenlid voor de SGP in Utrecht.
- Biografisch Portaal: 88197778
- Parlement.com: vg09lkyakiz1